# 细叶砂引草
细叶砂引草（学名：Messerschmidia sibirica var. angustior）为紫草科砂引草属下的一个变种。